# Prajzové
Prajz/Prajzák je označení obyvatel Hlučínska. Prajz je odvozeno z německého slova Preußen (česky Prusko, Prusy). Místní obyvatelé se totiž považují za Prajzáky (Prušáky, spisovně česky Prusy, obyvatele pruského Slezska; na rozdíl od Císařáků, to jest obyvatel císařského a královského (neboli rakouského) Slezska, konkrétně Opavska) a jsou na to náležitě hrdí, stejně jako na specifický jazyk této oblasti. Mentalita zdejších lidí zanechala velké stopy po bývalé vlasti. Sami Prajzáci se někdy označují za Moravce a svůj jazyk za moravštinu (prajzština). Mezi výhody rodilých Hlučínanů patří například i umožnění získání německého občanství. Německý zákon o státní příslušnosti je totiž zákonem pokrevním, Němcem je ten, jehož předci po mužské linii, dokonce dvě generace zpět, byli Němci. Pro většinu žadatelů z Hlučínska se tedy vyhovuje a přidělí německý občanský průkaz.

## Období mezi Německem a Československem
Po první světové válce, v době kdy vznikalo Československo, uvažovali političtí představitelé Čechů a Slováků o možných hranicích, které se vytvářely. Vznikly koncepce, které počítaly i s oblastmi, které patřily k českému státu alespoň na nějakou dobu např. Horní a Dolní Lužice, Kladsko, ale i Hlubčicko a Ratibořsko, kde se ovšem předpokládal souhlas tamního obyvatelstva.[zdroj?] Ještě před koncem první světové války se ozvaly signály hlučínských duchovních a o něco později i učitelů, podnikatelů atd., kteří žádali české politiky a v roce 1918 zástupce vítězných mocností na pařížské mírové konferenci, aby se „nezapomnělo na tyto oblasti, jež patří k českému národnímu majetku“. Většina obyvatelstva Hlučínska však byla proti připojení k Československu, v neoficiálním referendu vyslovilo celých 93,7 % obyvatelstva přání zůstat v rámci Německa.
V roce 1938 po mnichovském diktátu bylo Hlučínsko vráceno zpět do Německé říše, avšak nikoliv jako Sudetengau, ale přímo do Altreichu. Hlučínsko bylo tedy přičleněno přímo k německému Slezsku a stalo se součástí okresu Ratiboř v opolském vládním obvodu pruské provincie Slezsko (od roku 1941 provincie Horní Slezsko). Manifestačních oslav navrácení uskutečněných 13. prosince 1938 se účastnil i slezský vrchní prezident a gauleiter Josef Wagner. Akt byl spojen i s povinnou službou mužů ve wehrmachtu v průběhu druhé světové války, což mělo za následek velké lidské oběti, strádání a stovky mrtvých. Tato kauza dodnes traumatizuje část hlučínských rodin a spor o právo připomínat si jejich památku vnáší neklid a kontroverze do místní společnosti.

## Osobnosti Prajzska
- Cyprián Lelek (1812–1883), katolický kněz, autor Slabikáře a čítanky pro menší dítky
- Johannes Janda (1827–1875), sochař
- Jan Bochenek (1831–1909), malíř[4]
- Josef Hlubek (1871–1951), katolický kněz a redaktor českých Katolických novin v Ratiboři[5]
- Pavel Blaschke (1885–1969), hudební skladatel
- Vilém Balarin (1894–1978), malíř [6]
- Lumír Olšovský (1973), český herec
- Monika Žídková, Miss ČR; Miss Europe 1995
- Alois Hadamczik, hokejový trenér
- Jana Schlossarková, básniřka
- Anna Malchárková, spisovatelka
- Eva Tvrdá, spisovatelka, propagátorka místního nářečí
- Josef Jařab, český amerikanista, literární historik a teoretik, překladatel, bývalý senátor a rektor Univerzity Palackého v Olomouci
- Eva Burešová, herečka, zpěvačka
- Petr Čichoň, spisovatel
- David Lischka, fotbalista
- Lukáš Klok, hokejista
- Vladimír Coufal, fotbalista